# 建学の精神
建学の精神（けんがくのせいしん）は、大学を開学するにあたって定める事柄。

## 概要

### 日本
大学の創設者が開学するにあたって、その大学ではどのような人材を育成したいかなどの理念や気概や願いを謳い上げたものである。私立大学にはその大学ならではの建学の精神が定められており、それには創設者の熱い思いが込められている。そしてその建学の精神が校風となり、その大学で行われる独自の教育や研究の指針となっている。
私立大学には国立大学や公立大学とは異なる理由があるというところが、私立大学が設立される所以である。私立大学には国立大学では得られないものを求めて、国立大学とは異なる物を創造することを目的として設立される。このため私立大学には独自の大学を設立する理念が必要であり、これが建学の精神である。建学の精神には、なぜその私立大学が存在しなければならないのかが言葉にされている。建学の精神に沿って教育するということを忘れたならば、その私立大学は自らの存立基盤を無くすということになる。
第二次世界大戦後の日本では、大学の設置認可は国立大学も公立大学も私立大学もすべてが同一の大学設置基準に基づき行われるようになった。そして進学率の上昇と共に高等教育の大衆化が進み、各大学の個性は失われ、建学の精神は希薄化するという時代になっていく。だが1980年代以降は、18歳人口減少と高等教育のユニバーサル化を前にして、大学の個性化、自由化を求める声が強まる。1991年には大学設置基準が大綱化され、各大学は特色あるカリキュラム編成や個性的な学部再編を行えるようになった。これらのようなことから私立大学それぞれには、その使命や個性や特色を淵源として、建学の精神の意味を改めて考える必要性がある。

### 西洋
中世の西洋の大学は教師と学生の組合を起源として自然に発生するものであった。それが13世紀になれば、国王や都市の首長が、教皇や皇帝の許可を得た上で設立するものとなった。ナポリ大学などのこの時代の大学は皇帝に奉仕する官僚を育成することを目的とされていた。このような中世の大学が衰退して、国民国家の成立と共にベルリン大学などの新たな大学が創設されると、その大学の目的が建学の精神として明示されるようになる。